# Swiss Cottage
Pour la station de métro, voir Swiss Cottage (métro de Londres).
Swiss Cottage est une zone urbaine située au nord de Londres, dans le borough londonien de Camden.

## Culture
- English Heritage : blue plaque au 14 Adamson Road, rappelant que le couple d'artistes, Stanisława de Karłowska et Robert Bevan vécurent à cette adresse entre 1897 et 1925.